# La Laigne
La Laigne je francouzská obec, která se nachází v departementu Charente-Maritime v regionu Poitou-Charentes. Žije v ní 494 obyvatel.

## Poloha
Rozloha obce je 4,26 km². Nejvyšší bod leží v nadmořské výšce 29 m a nejnižší bod 3 m nad mořem. La Laigne se nachází asi 35 km východoseverovýchodně od La Rochelle. Území obce patří do regionálního přírodního parku Marais Poitevin.
La Laigne sousedí s obcemi La Grève-sur-Mignon na severu, Cramchaban na východě a Benon na jihu a západě.
Obcí prochází národní silnice Route nationale 11.

## Počet obyvatel
| 1962                   | 1968 | 1975 | 1982 | 1990 | 1999 | 2006 | 2019 |
| ---------------------- | ---- | ---- | ---- | ---- | ---- | ---- | ---- |
| 363                    | 336  | 295  | 272  | 243  | 275  | 267  | 480  |
| zdroj: Cassini s INSEE |      |      |      |      |      |      |      |

## Památky
V obci se nachází:
- Kostel Saint-Gérard, románský kostel byl kdysi převorstvím Saint-Gérard. Nachází se v něm bronzový zvon z roku 1772
- Dům Beaulieu z poloviny 18. století, chráněná památka

## Zemětřesení
Dne 16. června 2023 obec zasáhlo zemětřesení o síle 5,8 stupňů Richterovy stupnice. Poškozeny byly domy, kostel a škola. Z obce bylo evakuováno 170 osob.